# Liste der Bürgermeister von Dautphetal
Diese Liste führt die Bürgermeister der Gemeinde Dautphetal in Hessen und der ehemals selbständigen Gemeinden auf, die im Rahmen der Gebietsreform im Jahr 1974 zur neu gebildeten Großgemeinde Dautphetal vereinigt wurden. Dies sind Allendorf, Buchenau, Damshausen, Dautphe, Elmshausen, Friedensdorf, Herzhausen, Holzhausen, Hommertshausen, Mornshausen, Silberg und Wolfgruben.

## Verwaltungsstruktur
Vor 1821 stand den Gemeinden ein Schultheiß vor. Dieser wurde von jeweiligen Grundherren oder Landesherren bestimmt und vertrat diese gegenüber der Gemeinde. Der Gemeindevorsteher oder Bürgermeister dagegen war der Vertreter der Gemeinde gegenüber dem Schultheiß. Gleichzeitig war der Schultheiß aber dem Bürgermeister gegenüber weisungsbefugt.

## Gesamtgemeinde
Nach der hessischen Kommunalverfassung ist der Bürgermeister Vorsitzender des Gemeindevorstands, dem in der Gemeinde Dautphetal neben dem Bürgermeister neun ehrenamtliche Beigeordnete angehören. Bürgermeister ist seit 2004 Bernd Schmidt (FW). Seine zuletzt direkt gewählten Amtsvorgänger waren
- 1974–2004: Hans Hauswirth (CDU)

## Buchenau

### Ortsvorsteher (seit 1974)
Andreas Feußner (CDU) ist seit der letzten Kommunalwahl in Hessen am 26. März 2006 Ortsvorsteher von Buchenau.
Zuvor war Karl-Heinz Grebe (SPD) bis 2006 Ortsvorsteher, von 1974 an dessen Vater Heinrich Grebe (SPD), der zuvor Bürgermeister der Gemeinde Buchenau war.

### Bürgermeister zwischen 1821 und 1974
- 1967–1974: Heinrich Grebe (SPD)[3]
- 1948–1966: Andreas Grebe (SPD)[3]
- 1945–1948: Johannes Debus X. (SPD)[3]
- 1934–1945: Hermann Muth
- 1929–1934: Georg Pracht
- 1919–1929: Ludwig Göcking
- 1905–1918: Reitze Muth
- 1887–1904: Sebastian Scheu
- 1856–1886: Johannes Schmitt
- 1839–1855: Johannes Hebener
- 1827–1839: Bürgermeister Weber

### Schultheiße und Bürgermeister vor 1821
Folgende Schultheiße und Bürgermeister sind vor der Einführung der Großherzoglich-Hessischen Gemeindeordnung bekannt:

Schultheiße
- 1803: Wenzel Schneider
- 1799: Wenzel Schneider
- 1796: Weigand Balzer
- 1795: Weigand Balzer[4]
- 1790: Wenzel Schneider
- 1783: Johann Jost Kraft

Bürgermeister
- 1799: Johannes Acker
- 1771: Johann Reitze Muth[5]
- 1764: Johann Reitze Muth
- 1764: Henche Muth
- 1762: Henche Muth

## Damshausen
- 1960–1972: Heinrich Schneider (FWG, SPD)[3]

## Dautphe

### Bürgermeister zwischen 1821 und 1974
- 1950–1974: Ernst Junker
- 1945–1950: Wilhelm Debus
- 1942–1945: Johannes Jost Bernhardt für den im Zweiten Weltkrieg vermissten Bürgermeister Ernst Hebener
- 1936–1942: Ernst Hebener (Sohn von Bürgermeister Heinrich Hebener)
- 1933–1936: Ludwig Heck
- 1933: Jakob Bamberger (14.1.–15.5. als Vertreter für den erkrankten Werner Heck III)
- 1923–1933: Werner Heck III
- 1918–1923: Ludwig Velte
- 1899–1918: Heinrich Hebener
- 1876–1899: Johannes Wege
- 1854–1875: Johannes Hebener II
- 1832–1854: Johannes Reuter

### Schultheiße und Bürgermeister vor 1821
Folgende Schultheiße und Bürgermeister sind vor der Einführung der Großherzoglich-Hessischen Gemeindeordnung bekannt:

Schultheiße
- 1795: Johannes Bamberger

## Elmshausen
- 1907: Andreas Damm[5]
- 1895: Carl Dietrich Schwan[5]

## Friedensdorf
- 1822: Jost Stamm
- 1823–1828: Georg Strack
- 1828–1836: .... Ortmüller
- 1838–1850: .... Muth aus Damshausen, war auch für Friedensdorf zuständig
- 1850–1890: .... Haubach
- 1890–1897: Georg Roth
- 1897–1919: Weigand Nispel
- 1919–1938: Jost Fett
- 1943–1945: Ludwig Nispel[5]
- 1945: Dr. Julius Brandt (durch die Amerikaner für einige Wochen eingesetzt)
- 1945–1948: Johannes Debus[5]
- 1948–1974: Willi Sure (bis zur Bildung der Großgemeinde Dautphetal)

## Wolfgruben

### Bürgermeister von 1821 bis 1974
Die Großherzoglich-Hessische Gemeindeordnung von 1821 sah bei entsprechenden Voraussetzungen die Möglichkeit vor, sogenannte gemeinschaftliche Ortsverbände zu bilden, denen ein gemeinsamer Bürgermeister vorstand. Die Dörfer Eckelshausen, Katzenbach, Kombach und Wolfgruben wählten diese Form und hatten zwischen 1821 und 1895 ein gemeinsames Bürgermeisteramt.
- 1948–1959: Ludwig Pitzer (SPD)[3]
- 1895: Christian Mohrherr[5]